# Vlaamse Radio- en Televisieomroeporganisatie
 (avril 2020).
La Vlaamse Radio- en Televisieomroeporganisatie (« Organisme de la radiodiffusion flamande » en français) ou VRT est une entreprise publique autonome à caractère culturel chargée du service public de la radio et de la télévision de langue néerlandaise pour la Communauté flamande de Belgique (Flandre et Bruxelles). Elle dispose de trois offres : une offre radio, une offre TV et une offre Internet.
Ses équivalents sont la RTBF pour la Communauté française de Belgique et la BRF pour la Communauté germanophone de Belgique.
La VRT est membre de l'Union européenne de radio-télévision.

## Histoire
La loi du 18 juin 1930 crée le Nationaal Instituut voor de Radio-Omroep ou NIR (Institut National de Radiodiffusion, INR en français) qui se voit attribuer l’usage exclusif des trois longueurs d’onde accordées à la Belgique, dont deux pour les émissions françaises et flamandes. Elle s'installe à la Maison de la Radio, à Ixelles, avec son propre orchestre aussi. Le 14 juin 1940, face à l’invasion allemande, l'INR interrompt ses activités après avoir démonté ou détruit tous ses émetteurs afin d’éviter leur utilisation par l’ennemi. Le 14 septembre 1945, l'INR, par arrêté du régent équivalant à un arrêté royal, retrouve son mandat de service de radiodiffusion public. Le 2 juin 1953 marque les débuts de la télévision en Belgique avec diffusion d’émissions régulières dès le 31 octobre.
En 1960, la loi Harmel remplace le Nationaal Instituut voor Radio Omroep par la Belgische Radio en Televisieomroep (BRT). Ce nouvel établissement comprend un institut d'émissions en néerlandais (Belgische Radio en Televisie, Nederlandstalige uitzendingen ou BRT), un institut d'émissions en français (Radiodiffusion-Télévision belge, émissions françaises ou RTB) et un institut des services communs. Ses statuts lui assurent une totale autonomie culturelle, la garantie de la liberté d’information et l’indépendance vis-à-vis du gouvernement. L'équivalent francophone de la BRT est la RTB (Radio-Télévision belge).
À la suite de la transformation de la RTB en RTBF en 1977, la Communauté flamande de Belgique, chargée de la radio-télédiffusion flamande depuis l’introduction du fédéralisme en Belgique dans les années 1970, transforme la BRT en Belgische Radio- en Televisieomroep Nederlandstalige Uitzendingen (BRTN) le 27 mars 1991.
Lorsque la BRTN change de statut le 1er janvier 1998, elle est rebaptisée Vlaamse Radio- en Televisieomroep (VRT), abandonnant le  B qui faisait référence à la Belgique. Cette réorganisation transforme le diffuseur public en un service puissant et dynamique qui domine le marché. Une grande partie de son succès est liée à l’usage de production extérieures comme Woestijnvis créateur de formats à succès comme De Mol.
En 2020, la VRT s'associe avec Telenet et DPG Media pour lancer Streamz le 14 septembre, une plateforme de streaming flamande pour concurrencer les géants américains de la SVOD,.

## Identité visuelle

Logo de l'INR en 1930
Logo de l'INR dans les années 1950
Logo « oreille » de la BRT de 1960 à 1982
Logo de la BRT de 1977 à 1991.
Logo de la BRTN de 1991 à 1998
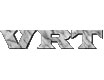
Logo de la VRT de 1998 à 2002
Logo de la VRT de 2002 à 2017
Logo de la VRT de 2017 à 2022
Logo de la VRT depuis 2022

## Organisation

### Dirigeants
La VRT est dirigée par un Conseil d’administration de treize membres nommées pour cinq ans par le gouvernement de la Communauté flamande de Belgique qui compte un représentant en son sein.
Conseil d’administration :
- Président :
  - Guy Peeters
- Vice-présidente :
  - Annelies Van Cauwelaert
- Représentant du gouvernement flamand :
  - Paul Van de Velde

Le directeur général est désigné par le Conseil d’administration.
Directeur général :
- Sandra De Preter

Directeur de la télévision :
- Wim Vanseveren (remplace Aimé Van Hecke)

Directeur de la radio :
- Mark Koenen

### Statut
La VRT est une entreprise publique autonome à caractère culturel de la communauté flamande.
La VRT fait partie de l’Union européenne de radio-télévision (UER), dont elle est d’ailleurs l’un des membres fondateurs.

### Sièges
Le premier siège de l'INR se trouvait au 1a et 1b de la rue du Bastion, à Bruxelles.
Le 3 novembre 1935, Paul-Henri Spaak, ministre des PTT, pose la première pierre du nouvel immeuble de l'INR bâti sur un terrain de 4 000 m2, place Sainte-Croix (actuelle place Flagey), dont la construction s’achève en 1939. La Maison de l'INR comprend six salles de concert, quatre studios spéciaux pour les jeux radiophoniques, des studios et bureaux pour les émissions parlées, des bureaux pour les services techniques et administratifs, répartis autour de ses cinq étages et des qualités acoustiques de pointe pour l’ensemble des studios.
En 1967, la BRT quitte le bâtiment de la place Flagey pour emménager au 52 boulevard Auguste Reyers, siège actuel du groupe public.
Ce site est desservi par la station de prémétro Diamant.

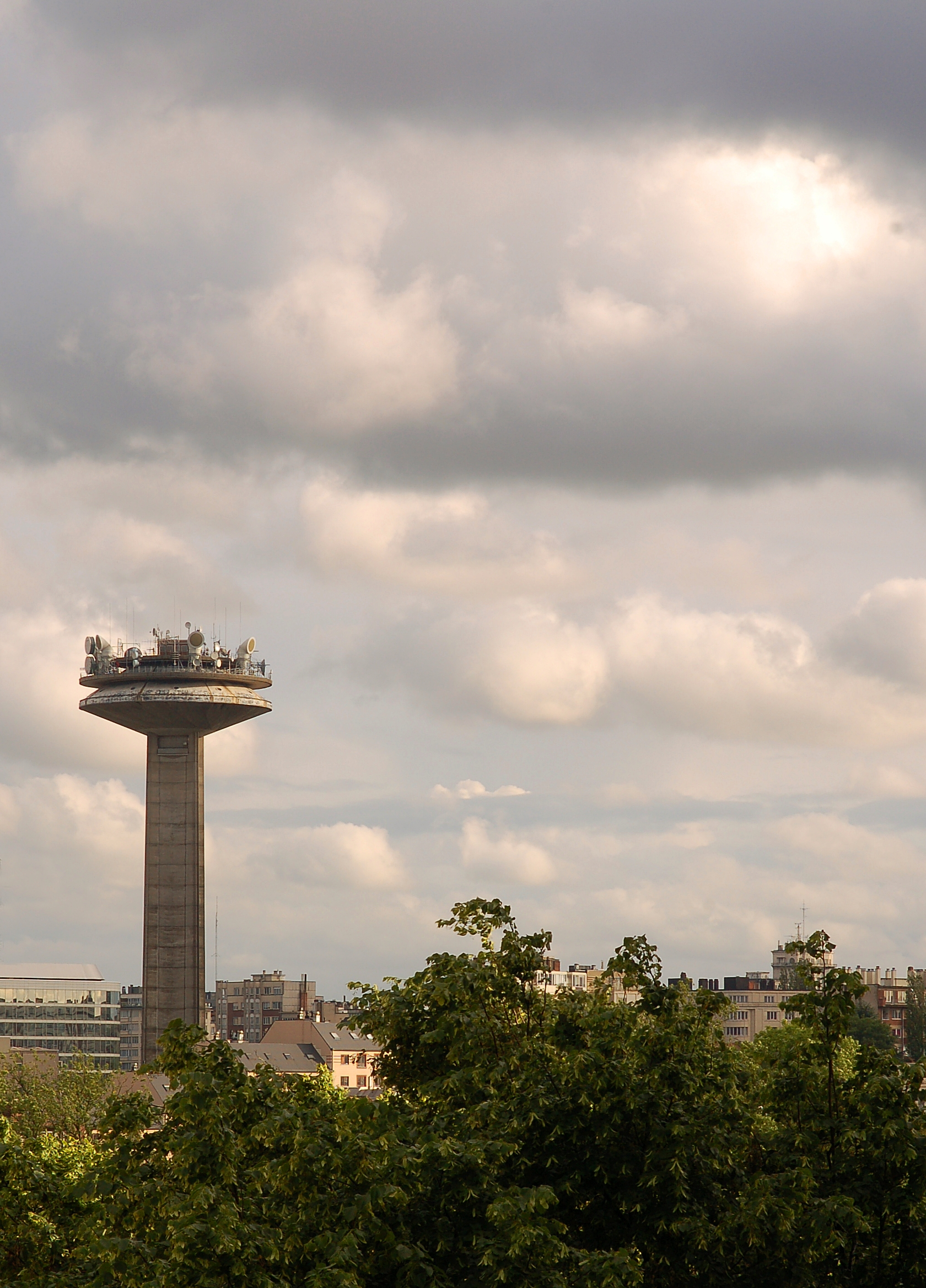
La tour Reyers, support des relais de la VRT et de la RTBF, Boulevard Reyers
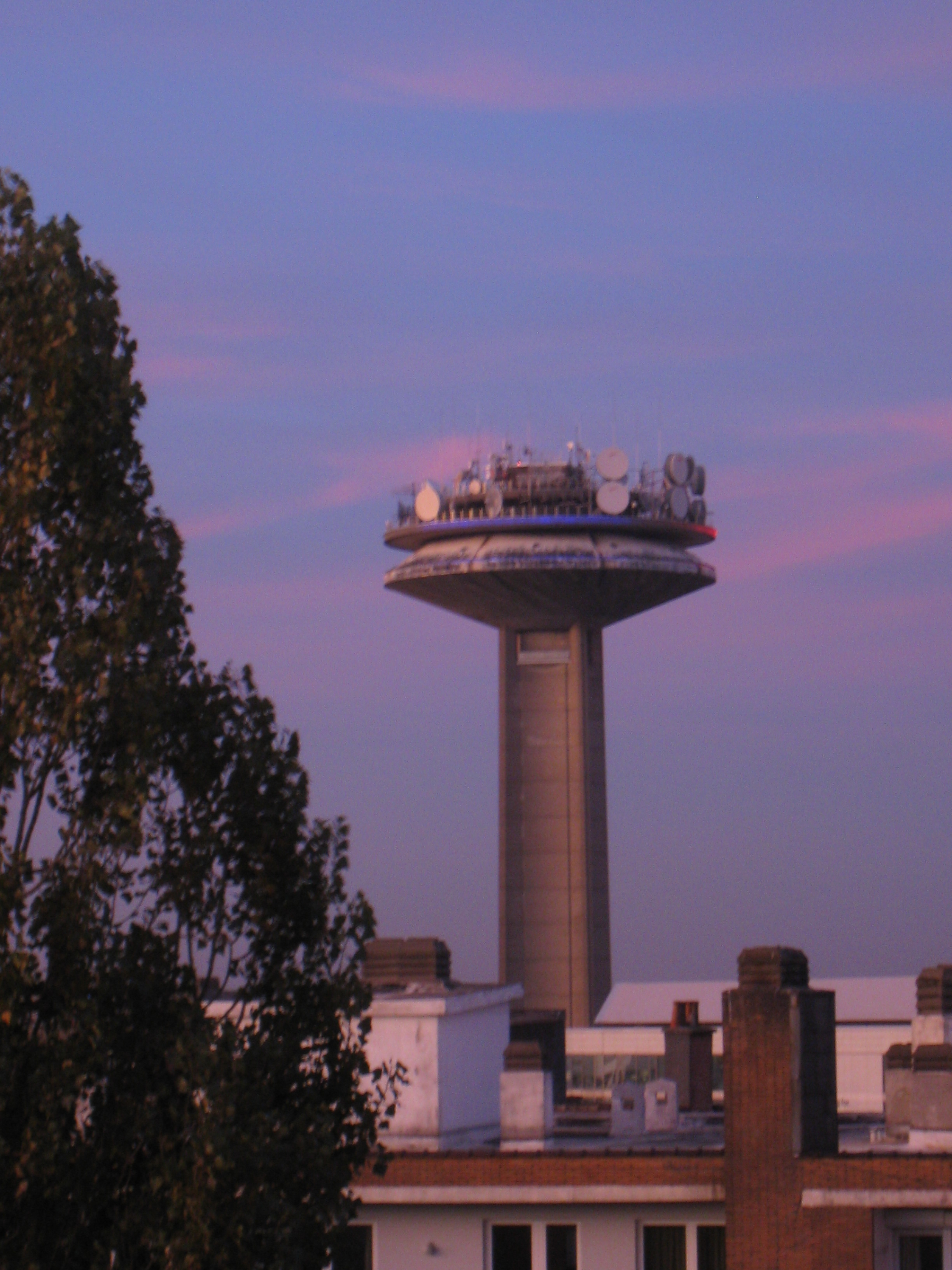
La tour Reyers
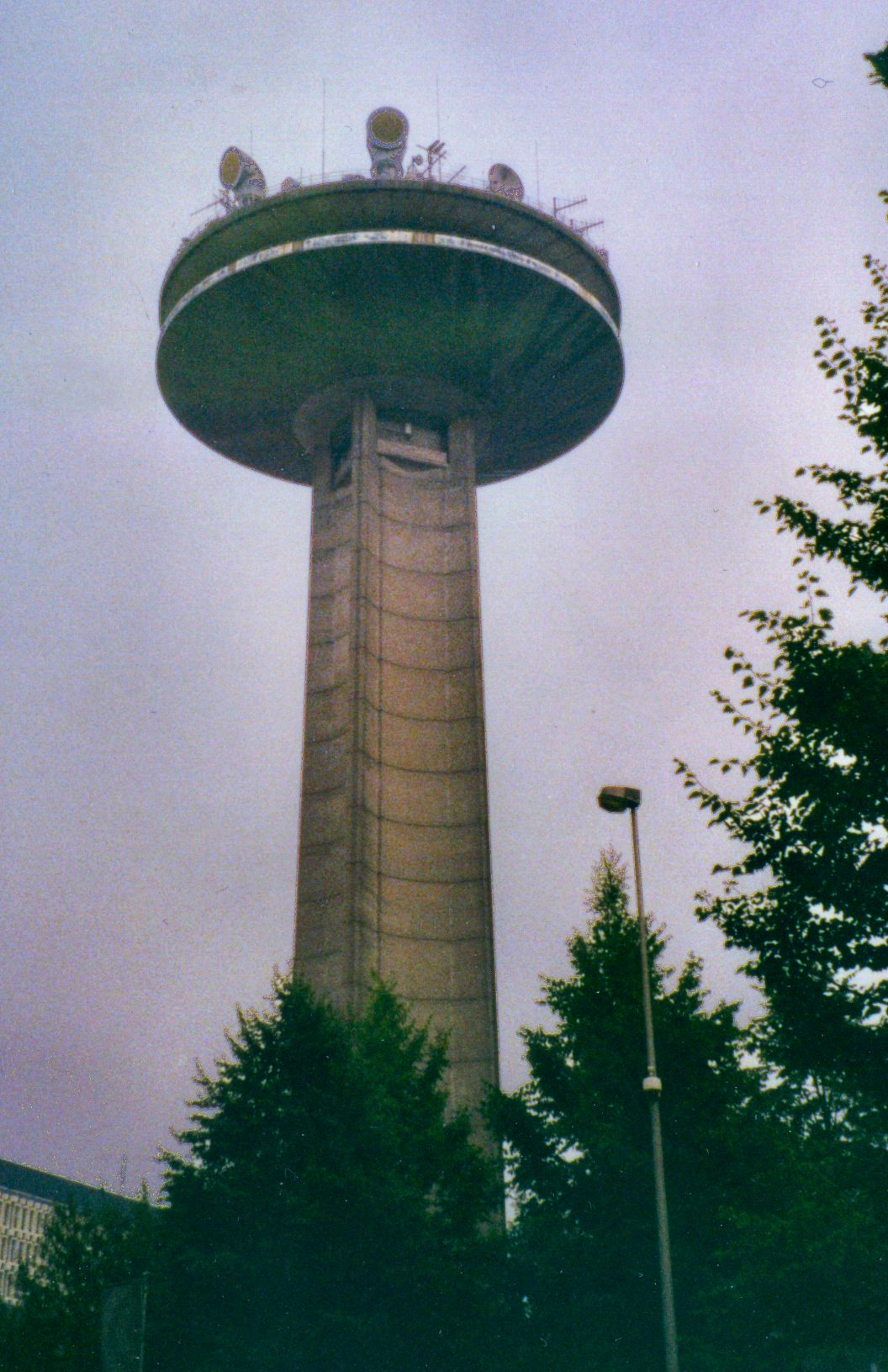
La tour Reyers

## Services
La VRT opère dix stations de radio et trois chaînes de télévision.

### Radio
- Radio 1: station axée sur l’information et la culture.
- Radio 2: station populaire, avec décrochages régionaux.
- Studio Brussel : station alternative, à dominante pop-rock, destinée aux jeunes auditeurs.
- MNM (anciennement Donna): station pour les jeunes diffusant de la pop.
- MNM Hits (anciennement Donna Hitbits): station pour les jeunes diffusant de la pop, sans commentaires.
- Klara (Klassieke Radio, anciennement Radio 3): station diffusant de la musique classique.
- Klara Continuo (anciennement Klassiek): station diffusant de la musique classique sans commentaires.
- Sporza (anciennement 927 Live depuis 2000 jusqu'en 2004): station sportive diffusée sur bande AM jusqu'au 17 octobre 2017.
- Nieuws + (VRT NWS): station proposant des informations en continu.
- RVI 1: station internationale diffusant les programmes de Radio 1 jusqu'au 31 décembre 2011.
- RVI 2: station internationale diffusant les programmes de Radio 2 jusqu'au 31 décembre 2011.

### Webradio
- Radio 1 Classics: station créée en 2009 diffusant de la musique pop rock classique.
- Radio 2 De Topcollectie XL: station créée en 2009 diffusant de la pop flamande.
- Studio Brussel Rock It !: station diffusant de la musique rock sans commentaires.
- Klara Jazz: station fondée en 2009 diffusant de la musique jazz sans commentaires.
- Ketnet Hits (anciennement Ketnet Radio): station pour la jeunesse.
- De Tijlodze.
- VRT Radio Bene (anciennement Radio 2 Bene Bene).
- Radio 2 Unwind.
- Studio Brussel De Jaren Nul.
- Studio Brussel UNTZ.
- Studio Brussel Zware Gitaren.
- Studio Brussel Vuurland.
- Hooray: station diffusée depuis 2020 jusqu'en 2023[3].
- Bruut: station lancée en 2020.
- Radio 1 Lage Landenlijst: station diffusée jusqu'en 2023[4].
- MNM R&Beats (anciennement MNM Urbanice, puis de 2020 à 2021 MNM Juice): station diffusée depuis 2018 jusqu'en 2024.
- StuBru Alternative Rock: station créée en 2009[5],[6].
- MNM Throwback: station diffusée depuis 2019 jusqu'en 2024.

### Télévision
Depuis le 1er mai 2012 la VRT diffuse ses émissions de télévision sur trois canaux, plusieurs chaînes se partageant ces différents canaux:
- VRT 1 (anciennement TV1, puis Eén) : première chaîne généraliste possédant son propre canal, partagé avec Ketnet depuis le 6 janvier 2025 tous les matins de 6h à 9h.
- VRT Canvas (anciennement TV2, puis Canvas): deuxième chaîne généraliste culturelle, ayant partagé avec Ketnet Junior du 27 octobre 2018 au 5 janvier 2025.
- Ketnet (anciennement TV2): chaîne pour la jeunesse ayant été diffusée en horaire partagé avec Ketnet Junior depuis le 31 août 2015, tous les matins de 6 h à 7 h 30, de 9 h (10 h 30 le weekend) à 12 h et depuis le 6 janvier, à la suite de la fin de Ketnet Junior sur VRT Canvas de 14 h à 16 h. Ketnet est diffusée de 6 h à 20 h, ayant partagé avec les infos du soir de VRT1 à 20 h 15 et Sporza (occasionnellement).
- Il existe Ketnet Junior 24/24 sur VRTMax et sur l'appli Ketnet Junior.
- BVN: chaîne internationale à laquelle la VRT participait jusqu'au 1er juillet 2021.

Offres complémentaires
- Één +: chaîne généraliste n'émettant que ponctuellement des programmes complémentaires à Één lancée le 22 mai 2008 et possédant son propre canal sur le multiplex TNT de la VRT depuis le 14 décembre 2009 jusqu'au 1er mai 2012, et diffusée à nouveau sur VRT3 depuis la fermeture d'Op 12 en 2015 après les programmes de Ketnet.
- Canvas+: chaîne culturelle créée le 1er septembre 2008 n'émettant que ponctuellement des programmes complémentaires à Canvas et possédant son propre canal sur le multiplex TNT de la VRT depuis le 30 octobre 2008 jusqu'au 1er mai 2012, partagé avec Ketnet+, et diffusée à nouveau sur VRT3 depuis la fermeture d'Op 12 en 2015 après les programmes de Ketnet.
- Ketnet+: chaîne pour la jeunesse n'émettant que ponctuellement des programmes complémentaires à Ketnet et possédant son propre canal sur le multiplex TNT de la VRT, partagé avec Canvas+, entre 2008 et 2012.

Ketnet et Canvas ont partagé un même canal, l'ancienne BRTN TV2, la première diffusant du matin à la fin d’après-midi, la seconde en soirée, jusqu'au 30 avril 2012. Depuis le 1er mai Ketnet a déménagé sur VRT3 créé le même jour, partageant la grille horaire avec les programmes Op 12. Cependant, cette situation reprendra le 27 octobre 2018 avec l'arrivée de Ketnet Junior sur la VRT2 en journée jusqu'à 19h00, Canvas commençant à 19h00.
Sporza, créée le 31 mai 2004 à l’occasion des Jeux olympiques d’Athènes, occupa un canal propre pendant 96 jours (du 31 mai au 3 septembre 2004). Depuis, elle diffuse sur les trois canaux de la VRT en fonction des évènements sportifs.
En 2008 VRT diffuse les Jeux olympiques en HD.
Le 1er décembre 2018, la VRT, malgré le fait qu'il s'agisse d'un service public, arrête la diffusion gratuite de ses programmes (Één, Canvas et Ketnet) émis par la TNT (DVB-T). Seul un abonnement à la télédistribution ou un abonnement internet permet la réception.